# 文藝天国
文藝天国（ぶんげいてんごく）は、日本の2人組オルタナティヴ・ロックユニット（オルタナ的藝術徒党、オルタナティブ藝術徒党）。2019年1月結成。インディペンデントアーティストと呼ばれる、メジャーレーベルには所属しない形態をとっている。自主レーベルはbungei records。

## 概要
- 元々音楽制作をしていたko shinonomeと共に、すみあいかが高校の卒業記念にアイスクリイムは溶けるから。のミュージックフィルムを作成したことをきっかけに、初代ボーカルを含めた3人で2019年に文藝天国を結成。その後2020年に初代ボーカルが脱退し、現在の2人態勢となる。
- 文藝天国の由来として、「 文から始まって、藝に化け、天国に終る。詩から書き始めて音楽や映像にしていく。最終的にはさまざまな手段で表現できたらなと」「 文は音楽。音楽を書き始める。藝は映像とかのことで、そうして作品を作っていって、出来上がったものが文藝天国って意味を持たせてます 」と語っている[3][4]。
- 文藝音楽班、文藝映像班、文藝服飾班、文藝食卓班の4班により[5]、音楽制作と映像制作を軸に、香水ブランドの運営やスイーツのポップアップ開催など、活動は音楽にとらわれず多岐にのぼり、現時点で文藝建築班の構想が進展している。また、文藝建国班が、文藝天国のマネジメントや各班のサポートを行っている。
- 文藝天国の英語表記は「Blooming Bungei」であり、「文藝開花」を意味している。
- オルタナ的藝術徒党は「alternative art label with six sences」と表記されている。(2024年1月に、five sencesに第六感が追加され、six sencesとなった。なお、senceはsenseの古語表記である。)
- 楽曲と共に公開される映像作品では、音楽の付属物ではなく映像作品として成立する映画フィルムのようなものであるとして、ミュージックフィルム（Music Film, MF）という名称を用いている。
- 2022年6月より、メンバーのko shinonome、すみあいかの二人が毎月交代で選曲するプレイリストあっぱれ！を公開している。
- イベント開催時には、経済的負担を考慮し、年齢や職業に関係なく文化を教授できる機会を得られるよう、バタフライエフェクト・チケットという制度を新たに提案している[6]。
- 香水ブランド「 PARFUM de bungei 」を2021年夏より展開している[7]。オーデパルファムを主に制作している。
- 2024年2月17日に新音楽ユニット「破壊的価値創造」が始動した。文藝天国のMusic Film「破壊的価値創造」にて主演をつとめた soan が主役であり、ko shinonomeが音楽を、すみあいかが視覚を担当する。同日開催された文藝天国 2nd one-man live「アセンション」にて初披露がなされ、同月18日、1st single「ラスト・フライト」をリリースした。すみあいかは、文藝天国 2nd one-man live「アセンション」を文藝天国 アセンション 振り返り ライブにて「現実と空想の交差」と表現している。

## メンバー
- ko shinonome(音楽作家)
  - 結成メンバー
  - 全曲の作詞作曲、編曲、レコーディング、演奏までを行っている[8]。
  - 使用楽器（推定）
    - Fender Japan 2020 Collection Made in Japan Traditional 60s Telecaster Sonic Blue[9][10]
    - Bacchus HTC-ALL BLACK[11][12]
    - Three Dots Guitars/T Model /Ash Blue・Rose
    - Tokai ES-187
    - Momose Custom Craft Guitars / JB
    - アコースティックギター（Headway GUITARS）
    - フレットレス・ベース（Momose）

  - 好きな紅茶はムレスナティーの「エデンの果実」[8]。
  - キュレーションメディア「葉櫻茶房」キュレーター・ディレクター。
  - Music filmの撮影ではアシスタントを務めており、差し込まれる文章の考案も担当している。
  - 生年月日 2001年7月12日

- すみあいか（純靄禾）(色彩作家)
  - 結成メンバー
  - 主に視覚表現を担当している。映像では撮影・監督から編集まで行う他、楽曲のジャケット写真、アーティスト写真のディレクション、販売している雑貨のプロダクトデザインや舞台演出、衣装のスタイリング、VDJなどを手掛ける[13]。
  - 映像、文章、絵、音楽、写真と活動しており、純靄禾名義で執筆活動も行っている[13]。
  - Music filmに出演するモデルのキャスティングも担当している。
  - 映画監督も務めるなど、多彩な活動を行う[14]。
  - 使用楽器
    - Jazz Bass（Bacchus）[9]
    - TRANKTOR KONTROL S4 MK2 DJコントローラー / AKG K701 ヘッドフォン / ウィンドチャイム

  - 好きな紅茶はリバーフローの「リバーフロー」[13]。
  - 生年月日 2001年5月20日

結成メンバーの2人については、ko shinonomeが「365日文藝天国に関する仕事をしている」と言及している。

### サポートメンバー
- ハル
  - 文藝音楽班でボーカルを務める。
  - 2020年リリースの夢の香りのする朝に。より文藝天国に参加している。
  - 現時点で、プロフィールなどは公開されていない。これは、「文藝天国の活動では、歌唱に専念したい」という、本人の意思を尊重しているためである。

### その他
- 桜井亜瑠（パティシエール）
  - 文藝食卓班でパティシエールを務める。
  - 「秘密の茶室」や「天国のアイスクリイム」などを手掛ける。
  - 文藝天国のキービジュアルであった「秘密の茶会」のスイーツ創作及び写真撮影は桜井亜瑠によるものである。
  - 食品衛生責任者の資格を保有している。文藝食卓班のポップアップ出店は桜井亜瑠により可能となっている。
- yuzu fujioka
  - 文藝食卓班での喫茶文藝の衣装デザイン、文藝映像班でのサポートなど活動は多岐にわたる。
  - 「秘密の茶室」ウェイトレス衣装はyuzu fujiokaとすみあいかの共同デザインであり、アセンションでは喫茶文藝ポップアップショップにて展示された。
  - 同衣装を着用してアセンションライブの茶会シーンで登場したウェイトレスは、yuzu fujioka本人である。
  - 自身のオリジナルブランドである"yuzu fujioka"を展開している。

### 元メンバー
- 水屋[注釈 1](ボーカル) (2019年 - 2020年[15])
  - 結成メンバー
  - 2020年3月に水屋からアヤヒロセに改名[16]。

## 略歴
- 2019年
  - 1月に結成された[2]。
  - 6月14日、「アイスクリイムは溶けるから。」ミュージックフィルムを公開。
  - 6月16日、1stミニアルバム「プールサイドに花束を。」を発表。
  - 7月19日、1stミニアルバム「プールサイドに花束を。」CDパッケージ版が完売。
- 2020年
  - 3月31日、水屋が改名しアヤヒロセとなる。
  - 4月8日、國民の健康と平和を願い毎朝8時にラジオ体操第一を行うという条例が制定される。
  - 9月17日、アヤヒロセが脱退[15]。
  - 10月7日、ハルが加入決定[17]。
    - 夢の香りのする朝に。より参加している[18]。

  - 10月16日～18日、すみあいかが監督を務めたショートムービー「金木犀のせいにしよう」が上映。
- 2021年
  - 1月16日、新たなアーティスト写真を公開。
  - 1月28日、「メタンハイドレート」ミュージックフィルムを公開。
  - 1月30日、2ndアルバム「夢の香りのする朝に。」を発表。
  - 2月9日、2ndアルバム「夢の香りのする朝に。」がApple Music (日本)のオルタナティブトップアルバムの55位にランクイン。
  - 3月10日、TuneCore Japan IndependentAFシリーズにて文藝天国が紹介される[19]。
  - 3月21日、2ndアルバム「夢の香りのする朝に。」付属のシークレットトラック「秘密の茶会」の視聴動画を公開。
  - 4月26日、「生活をとめて」ミュージックビデオを公開。
  - 5月8日、1st Single「 エア・ブラスト 」を発表。
    - 同日、iTunes Store (日本)オルタナティブトップソングの118位にランクイン。

  - 5月18日、bayfmで放送のラジオ番組78 musi-curateにてko shinonomeとすみあいかがオープニングのコメントを担当。
  - 6月2日、「エア・ブラスト」がSpotify 国内バイラルチャートにて24位にチャートイン。
  - 7月7日、2nd Single「シュノーケル」を発表。
    - 同日、iTunes Store (日本)オルタナティブトップソングにて38位にランクイン。

  - 7月7日、「シュノーケル」ミュージックフィルムを同時公開。
    - Backstage Cafe (BSCラジオ）で放送のMusic Dept.にて7月オープニング楽曲に起用された。

  - 7月13日、毎日放送 FREE STUDIOにてテレビで初めて文藝天国が紹介される。
  - 7月17日、3rd Single「マリアージュ」を発表。
    - 第9回全国高等学校ダンス部選手権のプロモーションに使用された[20]。

  - 7月24日、LINE MUSICにて文藝天国オリジナルプレイリスト「服の裾に溢したかき氷シロップの染み」を公開。
  - 8月1日、Abemaヒルズ 8月度のエンディング曲に「シュノーケル」が選出。
  - 8月19日、Backstage Cafe (BSCラジオ）で放送のMusic Dept.にゲスト出演。
  - 8月26日、文藝服飾班よりフレグランスブランド PARFUM de bungeiが発足。同日、同ブランドより香水「夢の香りのする朝に。」がリリース。
  - 8月27日、吉祥寺 STAR PINE'S CAFEにて文藝天国 1st one-man live 「瞬間的メタ無重力空間」[21]を開催。
  - 9月5日、X（旧Twitter）にて文藝天国スタッフアカウントを開設。
  - 10月9日、映画「ビルド・ア・ガール」にko shinonomeとすみあいかがコメントを寄稿。
  - 10月17日、表参道 WALL&WALL にて行われたFor Tracy Hydeとmekakusheのツーマンライブにてオープニングアクトを務める。
  - 10月27日、4th single「翳りの讃歌」を発表。
  - 11月16日、「シュノーケル」が、iTunes Store（日本）の "オルタナティブ トップソング" にて29位にランクイン。
  - 11月21日、フジテレビの深夜番組LOVE MUSICのコーナーに文藝天国が出演。
- 2022年
  - 1月5日、PARFUM de bungei「夢の香りのする朝に。」が完売。
  - 1月10日、自身のYouTubeチャンネルにて「文藝天国式成人式」を放映。
  - 2月8日～2月14日、全国のファミリーマートにてTuneCore Japan パワープッシュ！コーナーで「翳りの讃歌」が放送。
  - 2月15日、interfmで放送のラジオ番組sensorにko shinonomeとすみあいかが出演。
  - 2月17日、【 la porte de mariage 】第一部「残り香を探しに」を公開。
  - 2月18日、【 la porte de mariage 】第二部「味気ない会話」を公開。
  - 2月19日、【 la porte de mariage 】第三部「覗く来し方」を公開。
  - 2月20日、【 la porte de mariage 】第四部「触れる明晰夢」を公開。
  - 2月21日、【 la porte de mariage 】第五部「風の去る音」を公開。
  - 2月22日、自身のYouTubeにて「マリアージュ」のミュージックフィルムを公開。
  - 2月23日、3rdアルバム「花咲く君の滑走路」を発表。
    - オフィシャルホームページにて" 3rd album「花咲く君の滑走路」special page "を公開。

  - 2月27日、ZIP-FMで放送のラジオ番組FIND OUTにてko shinonomeとすみあいかがリモート生出演。
  - 3月18日、テレビ番組ABEMAヒルズにてko shinonomeとすみあいかがゲスト出演。
  - 3月21日、PARFUM de bungei公式ホームページ、公式X（旧Twitter）アカウントをオープン。
  - 3月21日、PARFUM de bungeiより新作オードパルファン 「Tr.13 エア・ブラスト」をリリース。「Tr.11 夢の香りのする朝に。」リニューアルリリース。
  - 4月2日、ニッポン放送で放送のラジオ番組Music Discovery with TuneCore Japanにゲスト出演。
  - 4月3日、JR 鉄道開業 150年ステートメントムービーに「エア・ブラスト」が起用。
  - 4月14日、Backstage Cafe (BSCラジオ）で放送のMusic Dept.に出演。
  - 4月24日、アンソロジー「Tes yeux」に純靄禾（すみあいか）がエッセイ「好き」で参加。
  - 5月3日～4日、山口県のアンティークショップ Re birthにてPARFUM de bungeiの物販・試香会、文藝食卓班による焼き菓子販売を開催。
  - 5月21日、JOYSOUNDにて「シュノーケル」「マリアージュ（もっと!）」の2曲がカラオケ配信を開始。
  - 6月1日、すみあいかとko shinonomeが毎月交代で選曲するプレイリスト「あっぱれ！」が始動。初月のあっぱれ！六月号はすみあいかが担当し、テーマは「朝寝坊」。
  - 6月20日、AWAのラジオ配信型番組FTZone!! LOUNGEに出演。
  - 7月1日、あっぱれ！七月号を公開。選曲はko shinonomeが担当。テーマは「ビーサンでスーパーマーケット」。
  - 8月1日、あっぱれ！八月号を公開。選曲はすみあいかが担当。テーマは「海行きの電車」。
  - 8月13日～15日、3日間各日三部制にて喫茶文藝 スイーツコース 2022 Summer「秘密の茶室」を谷中茶室 汲にて開催。パティシエール長は桜井亜瑠が担当。
  - 9月2日、あっぱれ！九月号を公開。選曲はko shinonomeが担当。テーマは「名月の翌朝」。
  - 10月3日、あっぱれ！十月号を公開。選曲はすみあいかが担当。テーマは「夜の浴槽」。
  - 11月1日、紅茶の日に合わせ、X（旧Twitter）アカウントにて動画を公開。
  - 11月1日、あっぱれ！十一月号を公開。選曲はko shinonomeが担当。テーマは「湯冷め」。
  - 11月16日、5th single「破壊的価値創造」を発表。
  - 11月16日、新たなアーティスト写真を公開。
  - 11月21日、CRJ TOKYOのWeekly Chartにて「破壊的価値創造」が1位にランクイン。
  - 11月30日、ko shinonomeがキュレーションメディア「葉櫻茶房」を設立。
  - 12月1日、あっぱれ！十二月号を公開。選曲はすみあいかが担当。テーマは「高速道路に連れ出して」。
  - 12月26日～1月8日、「破壊的価値創造」がラジオ局bayfmのパワープレイ「BRAND NEW HOT LINE」にて放送。
  - 12月28日、FM NORTH WAVEにて放送のラジオ番組GOGO RADIO COMPANYに出演。
  - 12月30日、公式InstagramアカウントのInstagram Liveにて「文藝天国 年末振り返りラジオ」を放送。
- 2023年
  - 1月1日、あっぱれ！一月号を発表。選曲はko shinonomeが担当。テーマは「日の出」。
  - 1月9日、2nd YouTubeチャンネル「文藝天国の裏庭」を開設。
  - 1月10日、文藝天国の裏庭にて「すみあいか金継ぎをする」を公開。
  - 1月18日、6th single 「七階から目薬」を発表。
  - 1月26日、LOVE FMで放送のmusic x serendipityにko shinonomeとすみあいかがリモート生出演。
  - 1月30日、FMヨコハマで放送のTresenにko shinonomeとすみあいかが生出演。
  - 2月1日、あっぱれ！二月号を発表。選曲はすみあいかが担当。テーマは「けむたい靄」。
  - 2月1日、NHK-FMで放送のミュージックラインに出演。
  - 2月11日、FM NACK5で放送のHITS! THE TOWNに文藝天国の二人がリモート生出演。
  - 2月19日、PARFUM de bungeiより紅茶につかる入浴剤"Tea Bag Bath Powder & Bath Milk"「Tr.21 ゴールデン・ドロップ」が発売。
  - 3月1日、7th Single「ゴールデン・ドロップ」を発表。
  - 3月1日、「ゴールデン・ドロップ」ミュージックフィルムを公開。
  - 3月2日、AIR-Gにて放送のスパクル！！〜Cool Beats & Pop Life〜にko shinonomeとすみあいかがリモート出演。
  - 3月2日、BARKSにて文藝天国初の長編インタビュー[22]が公開。
  - 3月3日、あっぱれ！三月号を公開。選曲はko shinonomeが担当。テーマは「春一番」。
  - 3月10日、文藝天国の裏庭にて「ゴールデン・ドロップ Music Film 撮影現場に潜入」を公開。
  - 3月28日、CRJ TOKYOのWeekly Chartにて「ゴールデン・ドロップ」が1位にチャートイン。
  - 4月2日、あっぱれ！四月号を発表。選曲はすみあいかが担当。テーマは「おしまい」。
  - 4月8日～9日、東京 青山スタービルにてPARFUM de bungeiがlimited store「聴く。香りと音の実験室」を開催。
  - 4月8日、PFUM de bungeiより新作オールドパルファン「Tr.22 緑地化計画」を先行販売。
  - 4月15日、ko shinonomeが3人組アイドルNEW POLARISに「幕開け」を楽曲提供。
  - 5月1日、あっぱれ！五月号を公開。選曲はko shinonomeが担当。テーマは「番萌」。
  - 5月27日、「緑地化計画」ミュージックフィルムを公開。
  - 5月27日、オフィシャルホームページ内に「緑地化計画 特設ページ」を公開。
  - 5月30日、文藝天国の裏庭にて、「ko shinonome 森へ行く。「緑地化計画」音源制作 フィールドレコーディング」を公開。
  - 5月31日、8th Single「緑地化計画」を発表。
    - フィジカル版は文藝天国初となるカセットテープを発売。

  - 5月31日、PARFUM de bungeiより新作オールドパルファン「Tr.22 緑地化計画」が発売。
  - 6月11日、ko shinonomeが3人組アイドルNEW POLARISに「アイドリング・ストップ」を楽曲提供。
  - 7月1日、あっぱれ！七月号(2023)を公開。選曲はすみあいかが担当。テーマは「宇宙旅行」。
  - 8月1日、あっぱれ！八月号(2023)を公開。選曲はko shinonomeが担当。テーマは「寂寥の夏」。
  - 8月11日～13日、東京 下北線路街空き地キッチンにて喫茶文藝「天国のアイスクリイム」を開催。
  - 9月1日、文藝天国 2nd one-man live「アセンション」開催を発表[23]。
  - 9月1日、4thアルバム「破壊的価値創造」に関するお知らせを一挙公開。
    - 4thアルバム「破壊的価値創造」カセットテープ版を発売
    - 「破壊的価値創造 demo CD #1」「破壊的価値創造 demo CD #2」が発売。
    - 9/2にMusic Film「破壊的価値創造」を公開。
    - 〜君の破壊的価値創造 発表会〜を開催。

  - 9月2日、「破壊的価値創造」ミュージックフィルムを公開。
  - 9月10日、あっぱれ！九月号(2023)を公開。選曲はすみあいかが担当。テーマは「おめかしして一人で過ごす日」。
  - 9月20日、4thアルバム「破壊的価値創造」を発表。
    - 9月1日よりフィジカル版（カセットテープ）の予約が開始された。

  - 9月20日、「フィルムカメラ」ミュージックフィルムを公開。
  - 9月20日、LINE MUSICにてプレイリスト「文藝天国のブルーなプレイリスト」を公開。
  - 9月21日、AIR-Gにて放送のスパクル！！〜Cool Beats & Pop Life〜にko shinonomeとすみあいかがリモート出演。
  - 9月25日、公式YouTubeチャンネルにて「【特番】force album 破壊的価値創造リリース記念特別番組」を公開。
  - 10月3日、NHK-FMで放送のミュージックラインに出演。
  - 10月5日、Backstage Cafe (BSCラジオ）で放送のMusic Dept.に出演。
  - 10月6日、あっぱれ！十月号(2023)を公開。選曲はko shinonomeが担当。テーマは「秋の日没」。
  - 10月15日、2nd one-man live「アセンション」のチケット抽選販売を開始
  - 10月20日、BARKSにて文藝天国第二弾となる長編インタビュー[24]を公開。
  - 10月23日～31日、新宿駅東口 クロス新宿ビジョンにて「破壊的価値創造」ミュージックフィルムを放映。
  - 10月27日～29日、渋谷MODIにて「破壊的価値創造」ミュージックフィルムを放映。
  - 11月2日、あっぱれ！十一月号(2023)を公開。選曲はすみあいかが担当。テーマは「もう出先でクリスマスソングが流れるようになった」。
  - 11月15日、23:59に2nd one-man live「アセンション」のチケット抽選販売を受付終了。
  - 11月15日～30日、全国のROUND1にて「破壊的価値創造」ミュージックフィルムを放映。
  - 11月30日、2nd one-man live「アセンション」抽選チケットの当落発表。
  - 12月1日、文藝食卓班による喫茶文藝 ポップアップストア開催を発表。
  - 12月10日、20:00より2nd one-man live「アセンション」チケット先着販売。
  - 12月10日、PARFUM de bungei リミテッドストア 開催決定。
- 2024年
  - 1月8日、文藝天国公式X（旧Twitter）アカウントにてスペース配信を開催。
  - 1月14日、文藝天国オリジナル雑貨 "META TAG series"を販売開始。
  - 1月25日、文藝食卓班による喫茶文藝 ポップアップストアの詳細を発表。名称やメインビジュアルなどを公開。
  - 1月25日、喫茶文藝公式X（旧Twitter）アカウント、公式Instagramアカウントを開設。
  - 2月4日、PARFUM de bungei limited store詳細を発表。新作オーデコロンsomeiと、旧作二種のリニューアルを告知。
  - 2月17日、日本橋三井ホールにて、文藝天国 2nd one-man live「アセンション」開催予定。都内別会場にて喫茶文藝 2024初春「花も団子も」、PARFUM de bungei 1日限定ストア「リミテッドストア フェーズ アセンション」開催。
  - 2月18日、文藝天国より新音楽ユニット 破壊的価値創造が始動。1st Single「ラスト・フライト」をリリース。
    - 前日に開催されたライブにて初披露された。

  - 2月24日、東海中学・高校 土曜市民公開講座 サタデープログラム 44thにて、講座「汚い大人に騙されない」を講義。
  - 3月1日、あっぱれ！三月号(2024)を約4か月ぶりに公開。選曲はko shinonomeが担当。テーマは「春はオルタナ」。
  - 3月2日、FMはなびにko shinonomeが出演。
  - 3月8日、9日、京都 hakuにて喫茶文藝「桜のマドレーヌ」京都出張販売会を開催。
  - 3月10日、東京 谷中茶室 汲にて喫茶文藝「桜のマドレーヌ」東京販売会を開催。
  - 3月24日、PARFUM de bungeiオンラインストアがリニューアルオープン。
  - 4月23日、9th Singleリリースに先駆け、アーティスト写真を変更。
  - 4月24日、9th Single「初恋」をリリース。
  - 4月24日、文藝天国公式Threadsアカウントを開設。
  - 5月3日、あっぱれ！五月号(2024)を公開。選曲はすみあいかが担当。テーマは「メロウな日向ぼっこ」。
  - 5月3日、文藝天国の裏庭にてshorts動画を公開。
  - 6月9日、あっぱれ！六月号(2024)を公開。選曲はko shinonomeが担当。テーマは「雨上がりを待って」。
  - 6月14日、文藝天国活動開始5周年を記念し、特別企画を予告。
  - 6月20日、bungeitengoku archivesと称したX（旧Twitter）アカウントを開設。
  - 6月25日、文藝天国の裏庭にて文藝天国 裏庭日誌 2024年6月号 (薔薇園/ibuki vol.06/soan撮影/京都/喫茶文藝)を公開。
  - 6月29日、すみあいかが、河出書房新社『文藝』2024秋号にてでコラムを執筆。
  - 7月1日、あっぱれ！七月号(2024)を公開。選曲はすみあいかが担当。テーマは「夜明けの雨」。
  - 7月13日、旅する喫茶と喫茶文藝によるコラボレーションメニュー「文明開化のクリイムソーダ」発表。
  - 8月1日～31日、旅する喫茶 東京と福岡2店舗にて、喫茶文藝コラボレーションメニュー「文明開化のクリイムソーダ」を提供。
  - 8月12日～13日、東京都内の別会場で「天国のアイスクリイム」を二日間限定で開催。
  - 8月21日、ko shinonomeが服飾作家 yuzu fujiokaの「Hexenjagd」にあてた「 festina lente (feat. 穂ノ佳)  」をリリース。
  - 9月1日、あっぱれ！九月号(2024)を公開。選曲はすみあいかが担当。テーマは「車窓の小雨」。
  - 9月19日、破壊的価値創造が新宿Marbleでアセンション以降初となるライブを実施。
  - 11月16日、破壊的価値創造が1stアルバム「forced landing」をリリース。
  - 11月29日、すみあいかがDJイベントfriends vol.2で華麗なDJプレイを披露。
  - 12月1日、破壊的価値創造が西永福JAMでライブを実施。当日はすみあいかがキーボードを担当した。
  - 12月4日、ko shinonome作曲編曲・ギターをつとめた、西片梨帆「わたしがルキフェル」がリリースされた。
  - 12月8日、あっぱれ！十二月号(2024)を公開。選曲はko shinonomeが担当。テーマは「寒い冬の朝、洗面所にて。」
- 2025年
  - 1月1日、あっぱれ！一月号(2025)を公開。選曲はすみあいかが担当。テーマは「ぼうっとする」。
  - 1月5日、破壊的価値創造がTOKIO TOKYOでライブを実施。
  - 2月15日、「マリアージュ」「フィルムカメラ」「緑地化計画」「夢の香りのする朝に。」「宿命論とチューリップ」「エア・ブラスト」「初恋」の全7曲が、JOYSOUNDでカラオケ配信開始。
  - 2月17日、文藝天国の裏庭YouTubeチャンネルにてすみあいかとko shinonomeによるアセンション振り返りラジオ生配信。
  - 2月26日、破壊的価値創造が2nd single “2eyes”をデジタルリリース。
  - 3月10日、あっぱれ！三月号(2025)を公開。選曲はすみあいかがオーストラリアから担当。テーマは「異国の風」。
  - 3月26日、破壊的価値創造が3rd single “sotsugyo”をデジタルリリースし、新シーズンとしての「(sekai)seifuku期」を発表。
  - 5月7日、あっぱれ！五月号(2025)を公開。選曲はすみあいかが担当。テーマは「どうしようもないことはある」。
  - 6月9日、破壊的価値創造がSPACE ODDでライブを実施。
  - 6月12日、あっぱれ！六月号(2025)を公開。選曲はko shinonomeが担当。テーマは「雨上がり」。
  - 6月18日、破壊的価値創造がTOKIO TOKYOでライブを実施。
  - 7月2日、あっぱれ！七月号(2025)を公開。選曲はすみあいかが担当。テーマは「精神の健康と気候は密接に関わっている」。
  - 7月15日、文藝天国が五感で体感するアート作品である「μεταμορπηοςε」を発表。 
    - 音楽班から、「μεταμορπηοςε」をデジタルリリース。
    - 映像班から、「μεταμορπηοςε」のMusic Filmをリリース。
    - 服飾班から、PARFUM de bungei のオードパルファン”metamorphose femme” と”metamorphose homme”のローンチと、8月に渋谷でのポップアップショップ展開を発表。
    - 食卓班から、天国のアイスクリイム“metamorphose special edition”のお披露目と、8月に下北沢でのポップアップショップ展開を発表。

  - 7月17日、μεταμορπηοςε Tee - α/ω -, μεταμορπηοςε movie-style poster -church- &  -grassland-の販売開始。
  - 7月25日、文藝天国が、物理的な文藝天国（国）をつくるという長期的構想に基づいた株式会社文藝の設立を発表。

## 楽曲作品

### アルバム
|     | 発売日        | タイトル               | 規格                                    | 規格品番   | 備考 |
| --- | ------------- | ---------------------- | --------------------------------------- | ---------- | ---- |
| 1st | 2019年6月16日 | プールサイドに花束を。 | デジタル・ダウンロード、 CD             | BUNGEI-001 | 廃盤 |
| 2nd | 2021年1月30日 | 夢の香りのする朝に。   | デジタル・ダウンロード、 CD             | BUNGEI-002 |      |
| 3rd | 2022年2月23日 | 花咲く君の滑走路       | デジタル・ダウンロード、 CD             | BUNGEI-003 |      |
| 4th | 2023年9月1日  | 破壊的価値創造         | デジタル・ダウンロード、 カセットテープ | BUNGEI-005 |      |

### シングル
|      | 発売日         | タイトル             | 規格                                    | 規格品番   | 収録アルバム     |
| ---- | -------------- | -------------------- | --------------------------------------- | ---------- | ---------------- |
| 1st  | 2021年5月7日   | エア・ブラスト       | デジタル・ダウンロード                  | -          | 花咲く君の滑走路 |
| 2nd  | 2021年7月7日   | シュノーケル         | デジタル・ダウンロード                  | -          | 花咲く君の滑走路 |
| 3rd  | 2021年7月17日  | マリアージュ         | デジタル・ダウンロード                  | -          | 花咲く君の滑走路 |
| 4th  | 2021年10月27日 | 翳りの讃歌           | デジタル・ダウンロード                  | -          | 花咲く君の滑走路 |
| 5th  | 2022年11月16日 | 破壊的価値創造       | デジタル・ダウンロード                  | -          | 破壊的価値創造   |
| 6th  | 2023年1月18日  | 七階から目薬         | デジタル・ダウンロード                  | -          | 破壊的価値創造   |
| 7th  | 2023年3月1日   | ゴールデン・ドロップ | デジタル・ダウンロード                  | -          | 破壊的価値創造   |
| 8th  | 2023年5月31日  | 緑地化計画           | デジタル・ダウンロード、 カセットテープ | BUNGEI-004 | 破壊的価値創造   |
| 9th  | 2024年4月24日  | 初恋                 | デジタル・ダウンロード                  | -          | -                |
| 10th | 2025年7月15日  | μεταμορπηοςε         | デジタル・ダウンロード                  | -          | -                |

### その他
| 発売日        | タイトル                  | 規格           | 規格品番   | 備考                                                                               |
| ------------- | ------------------------- | -------------- | ---------- | ---------------------------------------------------------------------------------- |
| 2021年1月30日 | 秘密の茶会                | CD             | BUNGEI-002 | 2ndアルバム「夢の香りのする朝に。」のフィジカル版に シークレットトラックとして付属 |
| 2023年5月31日 | 緑地化計画(acoustic)      | カセットテープ | BUNGEI-004 | 8thシングル「緑地化計画」のフィジカル版に ボーナストラックとして収録               |
| 2023年9月1日  | 破壊的価値創造 demo CD #1 | CD             | BUNGEI-006 | デモCD                                                                             |
| 2023年9月1日  | 破壊的価値創造 demo CD #2 | CD             | BUNGEI-007 | デモCD                                                                             |

## 映像作品

### ミュージックフィルム
| 公開年 | 監督       | 曲名                         | 備考 | 楽曲収録作品                      |
| ------ | ---------- | ---------------------------- | --- | --------------------------------- |
| 2019年 | すみあいか | アイスクリイムは溶けるから。 | 出演:嚩 | プールサイドに花束を。            |
| 2021年 | すみあいか | メタンハイドレート           | 出演:エアイン | 夢の香りのする朝に。              |
| 2021年 | すみあいか | 生活をとめて。               | 出演:エアイン | 夢の香りのする朝に。              |
| 2021年 | すみあいか | シュノーケル                 | 出演:yuuna | シュノーケル 花咲く君の滑走路     |
| 2022年 | すみあいか | マリアージュ                 | 出演:壊死ニキ、美の隷 音源は「マリアージュ（もっと!）」が使用される。 | マリアージュ 花咲く君の滑走路     |
| 2023年 | すみあいか | ゴールデン・ドロップ         | 出演:未定 文藝天国 初となる ”音楽”・”映像”・”香り”と3つの表現手段による作品の発表。 音楽・映像に加えて、紅茶ティーバッグ型の入浴剤「ゴールデンドロップ」 を 文藝天国オリジナル フレグランスブランドから発売した。 | ゴールデンドロップ 破壊的価値創造 |
| 2023年 | すみあいか | 緑地化計画                   | 出演:scchneeteufel 音楽・映像に加えて「オードパルファン Tr.22 緑地化計画」を発売。 ”音楽”・”映像”・”香水”の3つの表現手段による作品の発表となる。                                                                  | 緑地化計画 破壊的価値創造         |
| 2023年 | すみあいか | 破壊的価値創造               | 主演:soan 出演:すみあいか、ko shinonome 音源は「破壊的価値創造(もっと！)」が使用される。 | 破壊的価値創造                    |
| 2023年 | すみあいか | フィルムカメラ               | 出演:壊死ニキ、美の隷 本作の前年公開した「マリアージュ」の続編となるMusic Film。 | 破壊的価値創造                    |
| 2025年 | すみあいか | μεταμορπηοςε                 | 出演:有刺天使、ほか 音楽だけでなく五感で体感するアート作品として、15か月ぶりのリリースとなる。 | -                                 |

## タイアップ
| 起用年 | 曲名           | タイアップ                                     | 収録作品           |
| ------ | -------------- | ---------------------------------------------- | ------------------ |
| 2021年 | マリアージュ   | ◆第9回全国高等学校ダンス部選手権プロモーション | 「マリアージュ」   |
| 2022年 | エア・ブラスト | JRグループ 鉄道開業150年ステートメントムービー | 「エア・ブラスト」 |

## プレイリスト

### あっぱれ！
| 月号           | 担当         | テーマ                                         |
| -------------- | ------------ | ---------------------------------------------- |
| 六月号         | すみあいか   | 朝寝坊                                         |
| 七月号         | ko shinonome | ビーサンでスーパーマーケット                   |
| 八月号         | すみあいか   | 海行きの電車                                   |
| 九月号         | ko shinonome | 名月の翌朝                                     |
| 十月号         | すみあいか   | 夜の浴槽                                       |
| 十一月号       | ko shinonome | 湯冷め                                         |
| 十二月号       | すみあいか   | 高速道路に連れ出して                           |
| 一月号         | ko shinonome | 日の出                                         |
| 二月号         | すみあいか   | けむたい靄                                     |
| 三月号         | ko shinonome | 春一番                                         |
| 四月号         | すみあいか   | おしまい                                       |
| 五月号         | ko shinonome | 番萌                                           |
| 七月号(2023)   | すみあいか   | 宇宙旅行                                       |
| 八月号(2023)   | ko shinonome | 寂寥の夏                                       |
| 九月号(2023)   | すみあいか   | おめかしして一人で過ごす日                     |
| 十月号(2023)   | ko shinonome | 秋の日没                                       |
| 十一月号(2023) | すみあいか   | もう出先でクリスマスソングが流れるようになった |

### LINE MUSIC
| 公開日        | タイトル                           |
| ------------- | ---------------------------------- |
| 2021年7月24日 | 服の裾に溢したかき氷シロップの染み |
| 2023年9月20日 | 文藝天国のブルーなプレイリスト     |